# Falkirk Football Club
El Falkirk Football Club és un club de futbol escocès de la ciutat de Falkirk.

## Història
La data de la fundació del club més probable és el 1876. Ben aviat adoptà el sobrenom de The Bairns, una paraula escocesa que significa nen, fill o filla. Durant la Primera Guerra Mundial van tenir un tanc com a mascota, que també van anomenar The Bairn.
El club fou admès a la Scottish Football League el 1902 i ascendí a la primera divisió el 1905. Abans de la I Guerra Mundial el club va viure un període d'èxit en acabar segon a les lligues del 1908 i 1910, i guanyant la copa del 1913. La segona copa escocesa del club arribà el 1957. El 1922 el club pagà una xifra rècord de transferència de £5.000 pel jugador Syd Puddefoot del West Ham United FC.

## Palmarès
- Copa escocesa de futbol: 1912-13, 1956-57
- Scottish Challenge Cup: 1993-94, 1997-98, 2004-05
- Scottish Football Division 1: 1990-91, 1993-94, 2002-03, 2004-05
- Scottish Football League 2: 1979-80
- Second Division: 1935-36, 1969-70, 1974-75

## Entrenadors
| - John Fleming (-1878) - George Richardson (1878-1882) - Robert Bishop (1882-1886) - David Moffat (1886-1888) - Robert Bishop (1888-1891) - Thomas Waugh (1891-1892) - Thomas Hamilton (1892) - Murdoch McIntyre (1893) - Robert Bishop (1893-1896) - David Walker (1896-1898) - Charles Napier (1898-1900) - William Nicol (1900-1924) - David Reid (1924-1927) - John Richardson (1927-1932) - William Orr (1932-1935) - John Marshall (1935) - Tully Craig (1935-1950) - Bob Shankly (1950-1957) - James McPhie (1957) - Reg Smith (1957-1959) - Tommy Younger (1959-1960) - Alex McCrae (1960-65) - Samuel Kean (1965-1966) - John Prentice (1966-1968) - Jim Rowan (1968) | - Willie Cunningham (1968-1972) - John Prentice (1973-1975) - Ronnie McKenzie (1975) - George Miller (1976-1978) - Billy Little (1977-1979) - John Hagart (1979-1982) - John Bennie (1982) - Alex Totten (1982-1983) - Gregor Abel (1983) - Bob Shaw (1983) - Billy Lamont (1983-87) - Dave Clarke (1987-1988) - Jim Duffy (1988-1989) - Dom Sullivan (1989) - Billy Lamont (1989-1990) - Dom Sullivan (1990) - Jim Jefferies (1990-1995) - John Lambie (1995-1996) - Gerry Collins (1996) - Eamonn Bannon (1996) - Alex Totten (1996-2002) - Ian McCall (2002-2003) - John Hughes & Owen Coyle (duo) (2003) - John Hughes (2003-present) |

## Futbolistes destacats
- Syd Puddefoot
- Jock Simpson
- George Burley
- Richard Cadette
- Sir Alex Ferguson
- Gary Gillespie
- Jimmy Gilmour
- Alan Gow
- Mo Johnston
- John Lambie
- Russell Latapy
- Kevin McAllister
- Stewart Murdoch
- Alex Parker
- Alex Rae
- Kevin Drinkell
- Simon Stainrod
- Anthony Stokes
- Ned Weir
- Chris Waddle
- David Weir
- John White
- Kasper Schmeichel